# Evermannichthys
Evermannichthys é um género de peixe da família Gobiidae e da ordem Perciformes.

## Espécies
- Evermannichthys bicolor (Thacker, 2001)[3]
- Evermannichthys convictor (Böhlke & Robins, 1969)[4]
- Evermannichthys metzelaari (Hubbs, 1923)
- Evermannichthys silus (Böhlke & Robins, 1969)[4]
- Evermannichthys spongicola (Radcliffe, 1917)[5][6][7][8][9][10][11]